# Renzo Martinelli
Renzo Martinelli (Cesano Maderno, 28 febbraio 1948) è un regista e sceneggiatore italiano.

## Biografia
Si è laureato allo IULM di Milano in lingue e letterature straniere, specializzandosi poi sempre nel capoluogo lombardo presso la Scuola Superiore di Comunicazioni Sociali dell'Università Cattolica del Sacro Cuore. 
Negli anni 1970 ha fondato una casa di produzione con cui ha prodotto numerosi videoclip per cantanti come Alice, Franco Battiato, Van Halen, Lucio Dalla, Umberto Tozzi, Pino Daniele, Alan Parsons, Rockets (è suo anche il video della sigla La notte vola, interpretata da Lorella Cuccarini) e spot pubblicitari (per i jeans Carrera, il whisky Ballantine's, Sony, Opel Vectra, Birra Dreher, Amaro Montenegro e Eni). Tra lo stesso decennio e gli anni 1980 ha collaborato anche con la Rai, producendo alcuni reportage e dirigendo la seconda unità della trasmissione di varietà Happy Magic.
Nel 1994 ha intrapreso la carriera di regista con Sarahsarà, seguito dai film Porzûs (1997), Vajont - La diga del disonore (2001), Piazza delle Cinque Lune (2003), Il mercante di pietre (2006), Carnera - The Walking Mountain (2008), Barbarossa (2009), 11 settembre 1683 (2012) e Ustica (2016). 
È docente di regia alla Act Multimedia, la scuola di cinema a Cinecittà.

## Filmografia

### Regista
- Sarahsarà (1994)
- Porzûs (1997)
- Vajont - La diga del disonore (2001)
- Piazza delle Cinque Lune (2003)
- La bambina dalle mani sporche – film TV (2005)
- Il mercante di pietre (2006)
- Carnera - The Walking Mountain (2008)
- Barbarossa (2009)
- 11 settembre 1683 (2012)
- Ustica (2016)

### Sceneggiatore
- Sarahsarà (1994)
- Porzûs (1997)
- Kidnapping - La sfida (Kidnapping - Ein Vater schlägt zurück), regia di Cinzia TH Torrini – film TV (1998)
- Vajont - La diga del disonore (2001)
- Piazza delle Cinque Lune (2003)
- La bambina dalle mani sporche – film TV (2005)
- Il mercante di pietre (2006)
- Carnera - The Walking Mountain (2008)
- Barbarossa (2009)
- Firenze 1944, regia di Massimo Becattini – cortometraggio documentaristico (2010)
- 11 settembre 1683 (2012)
- Mister Ignis - L'operaio che fondò un impero, regia di Luciano Manuzzi – miniserie TV, 2 episodi (2014)
- Ustica (2016)

### Produttore
- Sarahsarà (1994)
- Vajont - La diga del disonore (2001)
- Piazza delle Cinque Lune (2003)
- Il mercante di pietre (2006)
- Carnera - The Walking Mountain (2008)
- Barbarossa (2009)
- 11 settembre 1683 (2012)
- Mister Ignis - L'operaio che fondò un impero, regia di Luciano Manuzzi – miniserie TV (2013)

## Riconoscimenti
- Premio David Scuola
  - 2002 – per Vajont - La diga del disonore

- Ambrogino d'oro
  - 2006[1]